# Hans Joachim Alpers
Hans Joachim Alpers (n. 14 iulie 1943, Bremerhaven, Germania – d. 16 februarie 2011, Niebüll, Schleswig-Holstein, Germania) a fost un scriitor și editor german de literatură fantastică și științifico-fantastică. Împreună cu Werner Fuchs și Ulrich Kiesow a fondat Fantasy Productions, care a devenit unul dintre primii producători și distribuitori de jocuri de rol din Germania.

## Biografie
În calitate de editor, el a fost unul dintre creatorii jocului de rol german de mare succes The Dark Eye și ai revistei Science-Fiction Times și în calitate de critic a contribuit la revista Science-Fiction Studies. A scris proză științifico-fantastică sub mai multe pseudonime, printre care Jürgen Andreas, Thorn Forrester, Daniel Herbst, Gregory Kern, Mischa Morrison, P. T. Vieton și Jörn de Vries. Hans Joachim Alpers a obținut Premiul Kurd Laßwitz pentru romanele Das zerrissene Teren și Die graue Eminenz.  În colaborare cu Ronald M. Hahn a scris seria de șase volume de literatură SF pentru tineri Das Raumschiff der Kinder (în traducere „Nava spațială a copiilor”).
A editat antologii, almanahuri anual și lucrări de referință. Sunt de menționat antologia Science Fictions aus Deutschland: 24 Stories von 20 Autoren (1974), almanahurile Science-fiction-Almanach (1981-1987) și Science-fiction-Jahrbuch (1983-1987) și lucrările de referință Reclams Science-fiction-Führer (1982), Lexikon der Science-fiction-Literatur (1980, 1988), Lexikon der Horrorliteratur (1999) și Lexikon der Fantasy-Literatur (2005).
A locuit la Hamburg.
În 2012 a fost distins postum cu Premiul special Kurd Laßwitz pentru activitatea sa îndelungată în domeniul literaturii științifico-fantastice de limba germană.

## Scrieri

### Romane cu jocuri de rol
- Deutschland in den Schatten, 2003, ISBN 3-453-86359-3 (colecție)

1. Das zerrissene Land, 1994, ISBN 3-453-07756-3.
2. Die Augen des Riggers, 1994, ISBN 3-453-07757-1.
3. Die graue Eminenz, 1995, ISBN 3-453-07971-X.

### Romane de aventuri

#### Seria Die Piraten des Südmeeres
- Die Piraten des Südmeeres, 2001, ISBN 3-453-20692-4 (colecție)

1. Hinter der eisernen Maske, 1996, ISBN 3-453-10958-9.
2. Flucht aus Ghurenia, 1997, ISBN 3-453-10975-9.
3. Das letzte Duell, 1997, ISBN 3-453-11945-2.

#### Seria Rhiana die Amazone
1. Der Flammenbund, 2003, ISBN 3-453-87537-0.
2. Verschwörung in Havena, 2004, ISBN 3-492-29104-X.
3. Gefangene der Zyklopeninseln, 2006, ISBN 3-492-29106-6.
4. Kampf um Talania, 2006, ISBN 3-492-29107-4.

### Romane pentru tineri

#### Seria Weltraumvagabunden
(împreună cu Ronald M. Hahn)
- Das Raumschiff der Kinder, 1977
- Planet der Raufbolde, 1977
- Wrack aus der Unendlichkeit, 1977

- Weltraumvagabunden, 1986 (colecție)

- Bei den Nomaden des Weltraums, 1977
- Die rätselhafte Schwimminsel, 1978
- Ring der dreißig Welten, 1979

- Raumschiff außer Kontrolle, 1985 (colecție)

#### Seria Ökobande
- Die Schokoladenverschwörung, 1992
- Aktion 'Dicker Hund’, 1992
- Tatort Nordsee, 1992
- Die Müll-Mafia, 1993
- Der Berg rutscht, 1993
- Das Geheimnis der leeren Bücher, 1993
- Mord am Wald, 1993
- Gefährliche Transporte, 1994
- SOS für einen Wal, 1995
- Auf heißer Spur, 1996
- Gift auf Bestellung, 1996
- Die Piratenhöhle, 1997
- Geheimsache Bohrinsel, 1997
- Der importierte Wahnsinn, 1998

### Cărți pentru copii
vezi Daniel Herbst

### Ca editor

#### Science Fiction Almanach
- Science Fiction Almanach 1981, 1980, ISBN 3-8118-3506-8.
- Science Fiction Almanach 1982, 1981, ISBN 3-8118-3555-6.
- Science Fiction Almanach 1983, 1982, ISBN 3-8118-3603-X.
- Science Fiction Almanach 1984, 1983, ISBN 3-8118-3628-5.
- Science Fiction Almanach 1985, 1984, ISBN 3-8118-3656-0.
- Science Fiction Almanach 1986, 1985, ISBN 3-8118-3690-0.
- Science Fiction Almanach 1987, 1986, ISBN 3-8118-3724-9.

#### Kopernikus
- Kopernikus 1, 1980, ISBN 3-8118-3501-7.
- Kopernikus 2, 1981, ISBN 3-8118-3514-9.
- Kopernikus 3, 1981, ISBN 3-8118-3523-8.
- Kopernikus 4, 1981, ISBN 3-8118-3539-4.
- Kopernikus 5, 1982, ISBN 3-8118-3563-7.
- Kopernikus 6, 1982, ISBN 3-8118-3575-0.
- Kopernikus 7, 1982, ISBN 3-8118-3587-4.
- Kopernikus 8, 1982, ISBN 3-8118-3599-8.
- Kopernikus 9, 1983, ISBN 3-8118-3618-8.
- Kopernikus 10, 1984, ISBN 3-8118-3632-3.
- Kopernikus 11, 1984, ISBN 3-8118-3637-4.
- Kopernikus 12, 1985, ISBN 3-8118-3660-9.
- Kopernikus 13, 1985, ISBN 3-8118-3684-6.
- Kopernikus 14, 1986, ISBN 3-8118-3694-3.
- Kopernikus 15, 1986, ISBN 3-8118-3790-7.

#### Analog
- Analog 1, 1981, ISBN 3-8118-3547-5.
- Analog 2, 1982, ISBN 3-8118-3559-9.
- Analog 3, 1982, ISBN 3-8118-3571-8.
- Analog 4, 1982, ISBN 3-8118-3583-1.
- Analog 5, 1982, ISBN 3-8118-3595-5.
- Analog 6, 1982, ISBN 3-8118-3607-2.
- Analog 7, 1983, ISBN 3-8118-3626-9.
- Analog 8, 1984, ISBN 3-8118-3639-0.

#### Science Fiction Jahrbuch
- Science Fiction Jahrbuch 1983, 1982, ISBN 3-8118-3600-5.
- Science Fiction Jahrbuch 1984, 1983, ISBN 3-8118-3624-2 (cu Walter A. Fuchs și Hansjürgen Kaiser)
- Science Fiction Jahrbuch 1985, 1984, ISBN 3-8118-3654-4.
- Science Fiction Jahrbuch 1986, 1985, ISBN 3-8118-3687-0.
- Science Fiction Jahrbuch 1987, 1986, ISBN 3-8118-3703-6.

#### Highlights
- Highlights 2, 1986, ISBN 3-8118-3708-7.
- Highlights 4, 1986, ISBN 3-8118-3710-9.
- Highlights 5, 1986, ISBN 3-8118-3711-7.
- Highlights 6, 1986, ISBN 3-8118-3712-5.
- Highlights 8, 1986, ISBN 3-8118-3714-1.
- Highlights 9, 1986, ISBN 3-8118-3715-X.
- Highlights 10, 1986, ISBN 3-8118-3716-8.

#### Science Fiction Anthologie
(împreună cu Werner Fuchs)
- Die fünfziger Jahre 1, 1981, ISBN 3-404-24061-8.
- Die fünfziger Jahre 2, 1982, ISBN 3-404-24074-X.
- Die vierziger Jahre 1, 1982, ISBN 3-8147-0027-9.
- Die vierziger Jahre 2, 1983, ISBN 3-8147-0033-3.
- Die sechziger Jahre 1, 1984, ISBN 3-8147-0034-1.
- Die sechziger Jahre 2, 1984, ISBN 3-8147-0037-6.

#### Fără serie
- Science Fiction aus Deutschland, 1974, ISBN 3-436-01987-9 (cu Ronald M. Hahn)
- Countdown, 1979, ISBN 3-426-05711-5.
- Bestien für Norn, 1980, ISBN 3-426-05722-0.
- Das Kristallschiff, 1980, ISBN 3-426-05726-3.
- Planet ohne Hoffnung, 1981, ISBN 3-426-05735-2.
- Der große Ölkrieg, 1981, ISBN 3-8118-3531-9.
- Metropolis brennt!, 1982, ISBN 3-8118-3591-2.
- Neue SF-Geschichten, 1982, ISBN 3-85001-097-X (cu Werner Fuchs)
- Marion Zimmer Bradleys Darkover, 1983, ISBN 3-89048-203-1.
- Lesebuch der deutschen Science Fiction, 1984, ISBN 3-89048-204-X (cu Thomas M. Loock)
- 13 Science Fiction Stories, 1985, ISBN 3-15-008079-7.
- Gefährten der Nacht, 1985, ISBN 3-8118-1821-X.
- 13 phantastische Rock-Stories, 1988, ISBN 3-89064-507-0 (cu Werner Fuchs)
- Die Sterne sind weiblich, 1989, ISBN 3-8118-3874-1.
- Parsek 2, 1990 (cu Gerd Maximovic)

#### Non-ficțiune
- Dokumentation der Science Fiction ab 1926 in Wort und Bild (1978, cu Werner Fuchs și Ronald M. Hahn)
- Lexikon der Science Fiction-Literatur (1980 și 1987, cu Werner Fuchs, R.M. Hahn și Wolfgang Jeschke)
- Reclams Science Fiction Führer (1982, cu Werner Fuchs și R.M. Hahn)
- H. P. Lovecraft – der Poet des Grauens, 1983
- Isaac Asimov – der Tausendjahresplaner, 1983 (cu Harald Pusch)
- Lexikon der Horrorliteratur (1999, cu Werner Fuchs și R.M. Hahn)
- Lexikon der Fantasy-Literatur, (2005, cu Werner Fuchs, Ronald M. Hahn, Jörg Martin Munsonius și Hermann Urbanek)